# Oligotoma gurneyi
Oligotoma gurneyi is een insectensoort uit de familie Oligotomidae, die tot de orde webspinners (Embioptera) behoort. De soort komt voor in Australië.
Oligotoma gurneyi is voor het eerst wetenschappelijk beschreven door Froggatt in 1904.